# Принц из Беверли-Хиллз
«Принц из Беверли-Хиллз» (англ. The Fresh Prince of Bel-Air) — американский комедийный сериал, показанный с 1990 — 96 по каналу NBC. В главной роли Уилл Смит, исполняет вымышленную версию себя в молодости. Уличный подросток из Западной Филадельфии переезжает жить к своим богатым тёте и дяде в Бель-Эйр. Сериал состоит из шести сезонов.

## Сюжет
Уилл рос в небольшом райончике в Западной Филадельфии. Был обычным парнем, играл в баскетбол, слушал хип-хоп и т. д. Все было достаточно безоблачно, пока Уилл не ввязался в драку с «большими дядьками». После этого его мама в срочном порядке отправляет его к своей родной сестре Вивиан, которая живёт в районе Бель-Эйр.

Уилл сразу же внес переполох в добропорядочное семейство, теперь жизнь семьи его тети никогда не будет прежней!

## В ролях
| Актёр                                               | Роль                          |
| --------------------------------------------------- | ----------------------------- |
| Уилл Смит                                           | Уилл                          |
| Джанет Хьюберт (1-3 сезоны) Дафна Рейд (4-6 сезоны) | Вивиан Бэнкс, тетя Уилла      |
| Джеймс Эйвери                                       | Филлип Бэкнс, дядя Уилла      |
| Альфонсо Рибейро                                    | Карлтон Бэнкс                 |
| Керин Парсонс                                       | Хилари Бэнкс                  |
| Татьяна Али                                         | Эшли Бэнкс                    |
| Джозеф Марселл                                      | Джефри, дворецкий семьи Бэнкс |

### В эпизодах
| Актёр          | Роль     |
| -------------- | -------- |
| DJ Jazzy Jeff  | Jazz     |
| Дон Чидл       | Айс Трей |
| Бо Джексон     | камео    |
| Heavy D        | камео    |
| Куинси Джонс   | камео    |
| Кадим Хардисон | камео    |
| Наоми Кэмпбелл | Хелена   |

## Перезапуск
В 2022 году вышла более драматичная версии сериала, ремейк под названием «Бель-Эйр». Уилл Смит, в 1990-е исполнивший в нём главную роль, в новом проекте выступил в качестве исполнительного продюсера.